# 190 Ismene
A 190 Ismene egy kisbolygó a Naprendszerben. Christian Heinrich Friedrich Peters fedezte fel 1878. szeptember 22-én.